# Antonio Ahualli de Chazal
Antonio Ahualli de Chazal (Tucumán, 6 de septiembre de 1987) es un exjugador de rugby argentino que se desempeñaba como Ocho.

## Carrera

### Universitario
Ahualli de Chazal se formó en Universitario, donde debutó en primera división y ganó el Torneo Regional del Noroeste en 2007. En el año 2009 volvería a consagrarse campeón, esta vez, compartiendo el título con Lawn Tennis y también llegó a la final del Torneo del Interior A 2009, pero caería en la final ante Duendes. En 2010 se coronó campeón por segundo año consecutivo del Regional del NOA.

### SIC
En 2012 llega a SIC y en 2015 le pondría fin a su carrera.

## Selección nacional
Debutó con la camiseta de los Pumas en 2014.

## Clubes
| Club          | País      |
| ------------- | --------- |
| Universitario | Argentina |
| SIC           | Argentina |

## Palmarés
| Título                       | Equipo        | País      | Año  |
| ---------------------------- | ------------- | --------- | ---- |
| Torneo Regional del Noroeste | Universitario | Argentina | 2007 |
| Torneo Regional del Noroeste | Universitario | Argentina | 2009 |
| Torneo Regional del Noroeste | Universitario | Argentina | 2010 |